# Katharina Bellowitsch

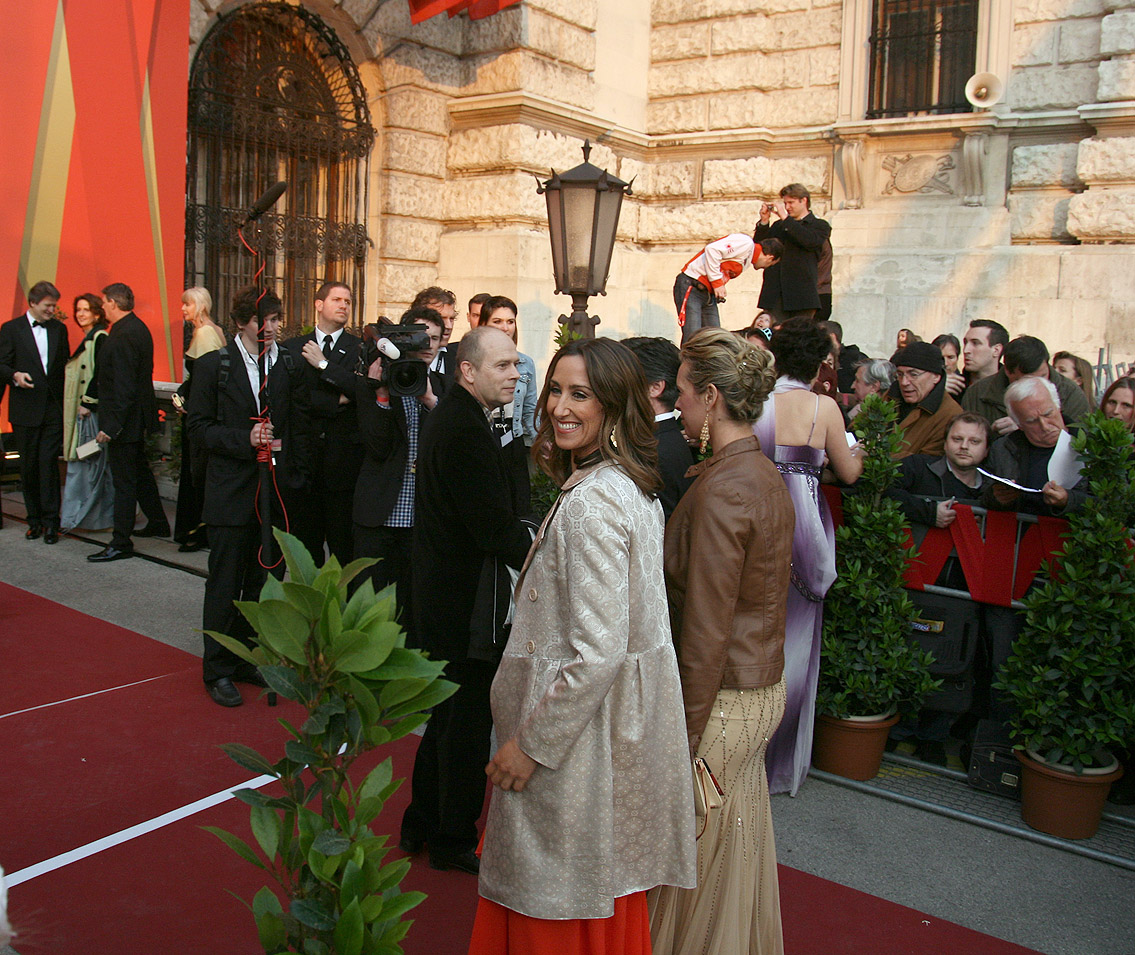
Kati Bellowitsch (Wenen, 2011)

Katharina Bellowitsch, ook bekend als Kati Bellowitsch (Graz, 13 juni 1974), is een Oostenrijkse presentatrice.

## Biografie
Bellowitsch is geboren in Graz, Stiermarken.
Bellowitsch heeft eerst een opleiding gedaan als docent voor het basisonderwijs. In 1996 kreeg ze werk bij de commerciële radiozender Antenne Steiermark in Stiermarken. Sinds 2000 is ze een van de vaste presentatoren bij de ORF, waar ze kinderprogramma's presenteert.
In februari 2010 presenteerde ze het Vienna Opera Ball. Sinds 2011 is Bellowitsch puntengever voor Oostenrijk bij het Eurovisiesongfestival. Ook heeft Bellowitsch een radioprogramma bij het Oostenrijkse radiostation hitradio ö3. 